# IBM Watson
IBM Watson là một hệ thống máy tính có khả năng trả lời các câu hỏi được thể hiện trong ngôn ngữ tự nhiên, được phát triển bởi dự án DeepQA của nhóm nghiên cứu do David Ferrucci lãnh đạo. Watson được đặt theo tên của người sáng lập và đồng thời là tổng giám đốc đầu tiên của IBM, nhà công nghiệp Thomas J. Watson.
Hệ thống máy tính ban đầu được phát triển để trả lời các câu hỏi trong trò chơi truyền hình Jeopardy!. Trong năm 2011, hệ thống máy tính Watson đã tranh tài trên Jeopardy! với các quán quân của trò chơi truyền hình này là Brad Rutter và Ken Jennings. Kết quả là nó thắng giải nhất giá 1 triệu Mỹ kim.
Vào tháng 2 năm 2013, IBM thông báo rằng Watson sẽ được đưa vào sử dụng thương mại đầu tiên để giúp đưa ra quyết định cho việc quản lý phí tổn trong điều trị ung thư phổi tại Trung tâm Ung thư Memorial Sloan Kettering ở Thành phố New York cùng với WellPoint (hiện nay là Anthem).

## Kỹ thuật
IBM tuyên bố:

Watson là một chương trình ứng dụng gồm các kỹ thuật cao cấp về xử lý ngôn ngữ tự nhiên, tìm kiếm thông tin, diễn đạt và lý giải tri thức, và học máy cho lãnh vực trả lời các câu hỏi có phạm vi mở rộng. Ở phần cốt lõi, Watson được xây dựng dựa trên kỹ thuật DeepQA của IBM để tạo ra giả thuyết, tập hợp vô số dữ kiện, phân tích và ghi điểm.
Watson là một hệ thống tinh vi cho khối lượng lớn công việc, được thiết kế cho phân tích phức tạp, có thể khai triển được bằng việc kết hợp song song rất nhiều bộ xử lý POWER7 và phần mềm IBM DeepQA để trả lời các câu hỏi của chương trình Jeopardy! trong vỏn vẹn dưới 3 giây đồng hồ. Watson được cấu thành từ một chuỗi gồm 90 máy chủ IBM Power 750 (cộng thêm các hệ thống kiểm soát, hệ thống mạng, và hệ thống I/O nằm trong 10 giàn máy) với tổng cộng khoảng 2.880 nhân xử lý POWER7 (processor core) và 16 Terabytes bộ nhớ. Mỗi máy chủ Power 750 sử dụng những bộ xử lý gồm có 8 nhân xử lý POWER7 có tốc độ 3,5 GHz, mỗi nhân xử lý có bốn thread. Khả năng xử lý song song rất lớn của bộ xử lý POWER7 là nhân tố thích hợp lý tưởng cho chương trình phần mềm Watsons IBM DeepQA...

Mặc dù đây chính yếu là một nỗ lực của IBM nhưng đội ngũ phát triển còn gồm có giáo sư và sinh viên thuộc Đại học Carnegie Mellon, Đại học Massachusetts, Đại học Southern California/Viện Khoa học Thông tin, Đại học Texas tại Austin, Học viện Kỹ thuật Massachusetts, Đại học Trento, và Viện Bách khoa Rensselaer.

## Phần cứng
Watson chạy trên hai đơn vị gồm 5 dàn máy trong đó có 90 máy chủ IBM Power750 (mỗi máy chủ có 4 bộ xử lý trung tâm, mỗi bộ xử lý có 8 nhân xử lý và mỗi nhân xử lý có 4 thread) và bộ nhớ của nó lên đến "trên 15 TB". Cho đến thời điểm này vẫn chưa rõ là đơn vị đo lượng bộ nhớ của nó là nhị phân (lũy thừa 1024) hay thập phân (lũy thừa 1000). Có một nguồn cho rằng :

[...] hệ thống này là một chuỗi gồm 90 máy chủ IBM Power 750, mỗi máy chủ gồm có 32 nhân xử lý POWER7 chạy với tốc độ 3,55 GHz [...] Watson có thể xử lý 500 gigabytes mỗi giây [...] Hơn nữa, mỗi máy trong số 32 máy chủ đó được cung cấp với khoảng 256 GB bộ nhớ [...] Watson không lệ thuộc vào các dữ liệu chứa trong ổ cứng vì tìm dữ liệu ở ổ cứng rất chậm chạp.

## Phát triển
Một viên chức hành chính của IBM đã đề nghị Watson tranh tài trên chương trình trò chơi truyền hình Jeopardy! nhưng lời đề nghị đó ban đầu bị bỏ qua. Trong các cuộc tranh tài do chính phủ Hoa Kỳ điều hành, các tiền bối trước đó của Watson đã có thể trả lời không quá 70% câu hỏi một cách chính xác và thường mất khoảng vài phút để có được câu trả lời. Để tranh tài thành công trên Jeopardy!, Watson cần phải có được câu trả lời không quá vài giây, và vấn đề thử thách này ban đầu có vẻ như không thể nào giải quyết được.
Trong những lần thử nghiệm ban đầu do David Ferrucci, giám đốc cao cấp của phân bộ IBM's Semantic Analysis and Integration thực hiện vào năm 2006, Watson được cho 500 gợi ý từ các lần Jeopardy! trước đây. Trong khi những người thật tranh tài tốp cao bấm nút phân nửa thời gian và trả lời đúng đến 95% câu hỏi thì trong vòng đầu tiên Watson chỉ có thể trả lời đúng có 15%. Năm 2007, đội ngũ IBM được giao nhiệm vụ từ 3 đến 5 năm cùng tổng số 15 người để phát triển giải pháp cho những vấn đề gặp phải.
Đội ngũ IBM cung cấp cho Watson khoảng hàng triệu tài liệu, trong đó có các tự điển, bách khoa tự điển và các tài liệu tham khảo khác để nó có thể dùng để xây dựng tri thức, thí dụ như thánh kinh, tiểu thuyết hay kịch. Không phải dựa vào một phương pháp tính toán đơn độc mà Watson lại sử dụng hàng ngàn phương pháp tính toán cùng lúc để hiểu được câu hỏi và tìm ra hướng đúng để trả lời câu hỏi đó. Là một chương trình đơn độc, Watson không vận dụng Internet khi chơi chương trình trò chơi truyền hình.
Ba chuyên gia về trí tuệ nhân tạo, trong đó có người lãnh đạo đội ngũ Watson, có nói về viễn cảnh của siêu máy tính này. Nếu càng có nhiều phương pháp tính toán được sử dụng cho cùng câu hỏi thì Watson càng có khả năng trả lời đúng hơn. Một khi Watson có được một con số nhỏ gồm các câu trả lời tiềm năng thì nó có thể tra cứu đối chiếu với cơ sở dữ liệu của nó để chọn ra giải đáp có nghĩa. Trong 1 loạt gồm 20 buổi trò chơi giả, người tham dự đã giả bộ dùng từ 6 đến 8 giây đồng hồ tìm ra câu trả lời để quyết định có nên bấm nút để đưa ra câu trả lời đúng hay không. Trong suốt khoảng thời gian này, Watson cũng có thể đánh giá câu trả lời và quyết định xem là nó có đủ tự tin để bấm nút xin trả lời câu hỏi hay không.
Vào năm 2008, các nhà phát triển đã nâng cấp Watson đến điểm mà nó có thể tranh tài với các nhà quán quân của chương trình Jeopardy!. Vào năm đó, các đại diện của IBM liên lạc với người điều hành sản xuất chương trình Jeopardy! là Harry Friedman với ý tưởng là muốn đưa Watson vào tranh tài trên chương trình trò chơi này. Kết quả là các nhà sản xuất chương trình đồng ý.
Theo một cuộc phỏng vấn trên WFDU-FM ngày 14 tháng 2 năm 2011, giọng nói của Watson được chuyển âm từ giọng của nam diễn viên kiêm nhà đọc truyện thâu âm Jeff Woodman qua chương trình phần mềm "chữ thành âm" của IBM.

## Biểu diễn
Vào tháng 2 năm 2010, trên căn bản thông thường thì Watson có thể đánh bại được những người thật tham gia chương trình trò chơi truyền hình Jeopardy!. Trong một phòng hội nghị tại một địa điểm kỹ thuật của mình, công ty IBM đã tạo ra một cuộc chơi giả định giống như cuộc chơi trên chương trình trò chơi Jeopardy! và có cả một số cá nhân người thật tham gia trong đó có những người trước đây đã từng tham gia trò chơi Jeopardy! cùng tham gia vào các buổi tranh tài giả định chống Watson. Todd Alan Crain của The Onion đóng vai trò người điều khiển trò chơi. Watson, được đặt ở một tầng nhà khác, nhận các câu gợi ý điện tử; rồi Watson có thể bấm nút vào để nói bằng giọng điện tử khi nó đưa ra lời giải theo khuôn mẫu câu hỏi của chương trình Jeopardy!.
Watson được biểu thị bằng hình tượng của một quả địa cầu, lấy ý tưởng từ biểu trưng "hành tinh thông minh hơn" của IBM, và 42 sợi quấn quanh quả địa cầu để biểu thị trạng thái suy nghĩ của Watson. Con số 42 có ý hài hước ám chỉ đến "The Hitchhiker's Guide to the Galaxy" (tiểu thuyết).
Trong một cuộc thử sức thực tế trước báo giới ngày 13 tháng 1 năm 2011, Watson thắng một vòng gồm có 15 câu hỏi trước đối thủ Ken Jennings và Brad Rutter với số điểm là $4.400, Jennings được $3.400 và Rutter $1.200 mặc dù Jennings và Watson hòa nhau trước câu hỏi cuối cùng trị giá $1.000. Cả hai người thật và Watson đều không trả lời đúng câu hỏi cuối cùng.
Ban đầu Watson bấm chuông xin trả lời câu hỏi một cách điện tử nhưng chương trình Jeopardy! yêu cầu rằng nó phải thực sự bấm nút như những người thật tham gia trò chơi. Mặc dù dùng 1 ngón tay robot để bấm nút nhưng Watson vẫn nhanh hơn người thật tham gia trò chơi. Jennings ghi nhận rằng "Nếu bạn tìm cách thắng trò chơi này thì cái chuông là tất cả" và rằng Watson "có thể bấm chuông chính xác đến 1 phần triệu giây. Phản xạ của con người không thể nào so sánh được với các mạnh điện tử về khía cạnh này". Vả lại Watson có thể tránh được lỗi phạt vì bất ngờ bấm chuông quá sớm bởi vì nó được thông báo bằng điện tử khi nào bấm chuông trong khi người thật tham gia trò chơi này phải phán đoán thời điểm thích hợp để bấm chuông.

### Trận đấu đầu tiên
Vòng đầu được phát sóng vào ngày 14 tháng 2 năm 2011. Quyền chọn câu hỏi đầu tiên được quyết định qua cách bốc thăm và người được quyền chọn câu hỏi đầu tiên là Rutter. Watson trả lời đúng cho câu hỏi đầu tiên và rồi chọn câu hỏi thứ tư trong thể loại số 1, đây là một chiến lược thận trọng để tìm ra một câu hỏi "Daily Double" ("Daily Double" là câu hỏi mà người chọn được nó có quyền cược giá trị tiền theo ý muốn và trả lời ngay mà không cần phải bấm chuông) nhanh như có thể. Như đã xảy ra, Watson đoán đúng vị trí của câu hỏi Daily Double. Vào cuối vòng 1, Watson hòa với Rutter với số tiền $5.000 và Jennings đứng hạng 3 với số tiền là $2.000.
Tuy nhiên Watson đã không tránh khỏi sai sót vụng về của nó. Trong 1 thời điểm, Watson đưa ra câu trả lời sai giống tương tự như câu trả lời mà Jennings vừa đưa ra. Vì Watson "điếc" và không vận dụng hệ thống nhận biết giọng nói nên nó không biết rằng Jennings đã đưa ra câu trả lời sai tương tự.
Watson dẫn đầu vào vòng 2, trả lời đúng cả hai câu hỏi "Daily Double". Watson trả lời câu hỏi Daily Double thứ hai đúng với tỉ lệ tự tin 32%. Cuộc chơi kết thúc với Jennings được $4.800, Rutter $10.400, và Watson $35.734. Watson là người chơi duy nhất trả lời sai câu hỏi cuối cùng trong thể loại thành phố ở Hoa Kỳ ("phi trường lớn nhất của thành phố này được đặt tên của một vị anh hùng trong Chiến tranh thế giới thứ hai, và phi trường lớn thứ hai của thành phố này được đặt tên theo một trận đánh trong Chiến tranh thế giới thứ hai"). Chicago là câu trả lời đúng (hai phi trường là Phi trường Quốc tế O'Hare, được đặt tên của thiếu tá Hải quân Hoa Kỳ, Edward "Butch" O'Hare, một phi công hải quân tài ba trong Chiến tranh thế giới thứ hai được trao tặng huân chương vinh dự, và phi trường khác là Phi trường Quốc tế Chicago Midway, được đặt tên theo tên của trận Midway) nhưng câu trả lời của Watson là Toronto?????, có lẽ chỉ thành phố Toronto của Canada. Các dấu hỏi đi sau câu trả lời chứng tỏ rằng Watson không chắc chắn với câu trả lời của mình. Nó chỉ đặt cược số tiền là $947 cho câu hỏi cuối cùng này. Eric Nyberg, giáo sư tại Đại học Carnegie Mellon, người làm việc với đội ngũ phát triển của IBM đặt trách về Watson cho rằng lỗi lầm này xảy ra là vì Watson không có kiến thức so sánh để loại bỏ câu trả lời tiềm năng thành câu trả lời không đáng tin cậy.
Trong vòng 2 có tên "Double Jeopardy!", Watson tỏ cho thấy một vài điệu bộ Jeopardy! mà người ta thường thấy ở người chơi thật, thí dụ như nó yêu cầu câu hỏi có số tiền mới hơn trong "cùng một thể loại" và tuyên bố rằng "tôi sẽ đoán" trước khi trả lời một câu hỏi thuộc Daily Double mà nó có tự tin thấp. Nó cũng chứng tỏ có một số chiến thuật đặt cược rất lý thú cho các câu hỏi Daily Double. Có câu nó đặt cược $6.435 và câu khác là $1.246.

### Trận đấu thứ hai
Trong phần giới thiệu, người điều khiển trò chơi Alex Trebek nói đùa rằng ông ta đã được biết rằng Toronto là một thành phố của Hoa Kỳ, và lỗi lầm của Watson trong trận đấu thứ nhất đã khiến cho một kỹ sư của IBM phải mặc một cái áo ngoài của Toronto Blue Jays để đến buổi thu hình của trận đấu thứ hai.
Trong vòng 1, cuối cùng Jennings có thể chọn được 1 câu hỏi Daily Double trong khi Watson trả lời sai một câu hỏi Daily Double lần đầu tiên trong vòng hai. Sau vòng 1, Watson đứng hạng nhì lần đầu tiên trong cuộc tranh tài sau khi Rutter và Jennings có khoảng thời gian ngắn gia tăng số tiền của mình trước khi Watson có thể bấm chuông và trả lời. Mặc dù vậy, kết quả cuối cùng kết thúc với phần thắng dành cho Watson với số tiền là $77.147, đánh bại Jennings người đang có $24.000 và Rutter $21.600.
Giải thưởng cho cuộc tranh tài này là 1 triệu đô là dành cho vị trí thứ nhất (Watson), $300.000 cho vị trí thứ hai (Jennings), và $200.000 cho vị trí thứ ba (Rutter). Như đã hứa, IBM sẽ quyên tặng 100% tiền thưởng của Watson cho từ thiện, trong đó 50% tặng cho World Vision và 50% tặng cho World Community Grid. Tương tự như vậy, Jennings và Rutter sẽ tặng 50% giải thưởng của họ cho hội từ thiện của mình.

## Sử dụng trong tương lai
Theo IBM, "Mục tiêu là đưa các máy điện toán khởi sự tương tác theo ngôn ngữ con người tự nhiên qua một tầm mức gồm các chương trình ứng dụng và xử lý, để hiểu biết những câu hỏi mà con người hỏi và đưa ra các lời đáp mà con người có thể hiểu và bào chữa." Những hạn chế tự nhiên hiện diện trong các buổi chơi có thể cung cấp một môi trường lý tưởng để phát triển trí tuệ điện toán.
Watson dựa vào các máy chủ IBM Power 750, có bán trên thị trường từ tháng 2 năm 2010. IBM cũng hướng tới việc đưa ra thị trường phần mềm DeepQA để bán cho các đại công ty với giá khoảng hàng triệu đô la. IBM trông mong là có thể hạ giá thành trong thời gian 1 thập niên khi mà kỹ thuật cải thiện.

### Lưu trữ chương trình J!
- Jeopardy! Show #6086 - Game 1, Part 1
- Jeopardy! Show #6087 - Game 1, Part 2
- Jeopardy! Show #6088 - Game 2

### Videos
- Smartest Machine on Earth (documentary) Lưu trữ ngày 17 tháng 2 năm 2011 tại Wayback Machine
- IBM and the Jeopardy Challenge trên YouTube (3:59), IBM
- IBM "Watson" System to Challenge Humans at Jeopardy! trên YouTube (2:29), IBMLabs
- Building Watson – A Brief Overview of the DeepQA Project trên YouTube (21:42), IBMLabs
- Trial run trên YouTube